# باربرا ماهر
باربرا ماهر (بالإنجليزية: Barbara A. Maher)‏ هي فيزيائية وباحثة بريطانية، ولدت في 1960.

## وصلات خارجية
- الموقع الرسمي